# Flying Nun Records
Flying Nun Records je novozélandské nezávislé hudební vydavatelství, které v roce 1981 v Christchurchu založil Roger Shepherd. Vydavatelství vzniklo v době, kdy vznikalo mnoho nových společností specializujících se na post-punk. První nahrávkou, kterou vydavatelství vydalo, byl singl skupiny Ambivalence. Později zde své nahrávky vydávala řada dalších skupin, mezi které patří Garageland, Bird Nest Roys nebo Bailter Space.